# ديفيد ليون (لاعب كريكت)
ديفيد ليون (2 يوليو 1943 في المملكة المتحدة - )  (بالإنجليزية: David Lyon)‏ هو لاعب كريكت بريطاني. لعب مع Cambridgeshire County Cricket Club ‏.